# Château de la Haie-sur-Colmont
Ne doit pas être confondu avec La Haie-Traversaine.
Le Château de la Haie-sur-Colmont était un château français, devenu par la suite une cité ouvrière au XIXe siècle, situé à Oisseau, dans le département de la Mayenne et la région des Pays de la Loire. Il était situé sur la colline faisant face au bourg. Il était autrefois simplement appelé Surcolmont. 

## Désignation[1]
- Le domaine de Suquemont, 1388 (Archives nationales, P. 1.334, f. 89).
- Sur Coulmont, … la Haye sur Colmont, 1433 (Bulletin historique de la Mayenne, t. XIII, p. 385, 387).
- Les domaines et appartenances de Sur Coulmont, 1448 (Bulletin historique de la Mayenne, t. XIII, p. 400).
- Les fiez et fayaiges de sur Coumont, 1460 (Bulletin historique de la Mayenne, t. XIII, p. 401).
- M. de Sur Coemont, 1473 (Bulletin historique de la Mayenne, t. XIII, p. 401).

Les registres de la chapelle de secours de La Haie-Traversaine nomment le lieu La Haie-sur-Colmont. C'est le nom ancien, quoiqu'en 1574 et 1707 on trouve l'appellation Haie-Traversaine. Cela porte confusion avec ce château nommé aussi La Haie, mais plus communément Surcolmont. Pour l'Abbé Angot, il est certain au moins que le fief avec moulin et vassaux qui appartenait à l'Abbaye de Fontaine-Daniel par donation de Dreux V de Mello en 1231, et dont on trouve l'abbaye en possession jusqu'au XVIe siècle, sinon plus tard, était celui de la Haie-Traversaine et non celui de Surcolmont. 
Surcolmont a toujours été aux mains de seigneurs laïcs dont on connaît exactement la succession. L'Abbaye de Fontaine-Daniel n'y intervient jamais. Au contraire les quelques aveux rendus à l'Abbaye de Fontaine-Daniel pour son fief de la Haie-sur-Colmont, s'adressent certainement à la Haie-Traversaine, car ils concernent la Gaudinière, en Saint-Fraimbault-de-Prières, lieu et paroisse séparés d'Oisseau par la Haie. 
- Haia de Chaumont, cum hominibus, aqua et molendino, 1231 (Cartulaire de l'Abbaye de Fontaine-Daniel, p. 145).
- Terre de la Haye sur Colmont, 1456 (Bulletin historique de la Mayenne, t. XIII, p. 401).
- La terre de la Haye-sur-Quoumont, 1491 (Cartulaire de l'Abbaye de Fontaine-Daniel, p. 291).
- La seigneurie de la Haye-sur-Coulmont, 1520, 1526 (Cartulaire de l'Abbaye de Fontaine-Daniel, p. 297, 299).

désignent donc la Haie-Traversaine.

## Histoire
La seigneurie, relevant de Mayenne et de Loré, fut divisée même pour le domaine et surtout pour les féages. L'Abbaye de Fontaine-Daniel possède jusqu'au milieu du XVIe siècle une terre et seigneurie de la Haie-sur-Colmont que Dreux V de Mello avait donnée, avec les sujets, le moulin et des droits sur la rivière, pour s'acquitter des engagements qu'avait pris envers les religieux Juhel III de Mayenne, 1231. Des féages avaient été séparés du domaine au XVe siècle. 
Le château, construit vers 1600, présente au midi une façade d'une trentaine de mètres, avec perron, précédée d'une cour aux angles de laquelle sont deux tours couvertes d'un toit en forme de cloche. L'une servait de chapelle, l'autre de colombier. L'Abbé Angot indique qu'à la fin du XIXe siècle, que c'est devenu un bûcher, et la maison délabrée loge (1890) des ménages d'ouvriers de la filature.
Le 18 mars 1616, c'est-à-dire pendant que les bandes du duc de Vendôme parcouraient le pays, quinze individus d'Oisseau, dont les noms sont conservés dans les registres paroissiaux, « furent tués en la maison de la Haye ». Le 11 août 1799, dans la nuit, Grangeré dit la Ramée, puis la Grenade, enlève les grains et trois vaches du sieur Fougerolles, acquéreur national. Il va faire une autre razzia chez la veuve Faverie, au bourg de Saint-Mars-sur-Colmont, dont les trois fils sont dans la colonne mobile de Gorron.
La filature établie par René Delente, sur la Colmont, produisant 120 000 kilomètres de coton filé et occupant de trois cents à quatre cents ouvriers en 1856 ; brûlée au mois de mars 1859, sauf la machine à vapeur et la roue hydraulique ; incendiée une seconde fois dans la nuit du 22 au 23 février 1883, elle transformée en tissage mécanique actionné par une machine à vapeur de trente chevaux, et vendue en 1899 à M. Duhazaie, de Flers ; 204 ouvriers.

## Sources et bibliographie
- « Château de la Haie-sur-Colmont », dans Alphonse-Victor Angot et Ferdinand Gaugain, Dictionnaire historique, topographique et biographique de la Mayenne, Laval, A. Goupil, 1900-1910 [détail des éditions] (BNF 34106789, présentation en ligne)